# Devolver
Devolver è il ventiduesimo album in studio del cantautore statunitense Ryan Adams (il diciottesimo come solista), pubblicato il 23 settembre 2022.

## Tracce
1. Don't Give It Away – 2:54
2. Stare at the TV – 2:44
3. Alien USA – 2:39
4. Banging on My Head – 1:51
5. Marquee – 2:43
6. Eyes on the Door – 3:14
7. Too Bored to Run – 3:08
8. Free Your Self – 2:59
9. Get Away – 3:09
10. I'm in Love with You – 1:50
11. Why Do You Hate Me – 2:20